# Журавли (Харьковская область)
Журавли (укр. Журавлі) — село в Валковской городской общине Богодуховского района Харьковской области Украины.
Код КОАТУУ — 6321255401. Население по переписи 2001 г. составляет 40 (15/25 м/ж) человек.

## Географическое положение
Село Журавли находится в 4-х км от пгт Ковяги, через село проходит автомобильная дорога Р-22.
Рядом проходит железная дорога, ближайшая станция Ковяги.
В 3,5 км протекает река Мокрый Мерчик.
Часть села раньше называлась Мищенки.

## История
- 1660 — дата основания.

## Экономика
- В селе была молочно-товарная ферма, сейчас это село почти заброшено.